# Knipowitschia
Genre
Knipowitschia est un genre de poissons de la famille des Gobiidae.

## Liste des espèces
Selon FishBase (7 mars 2017) :
- Knipowitschia byblisia Ahnelt, 2011
- Knipowitschia cameliae Nalbant & Otel, 1995
- Knipowitschia caucasica (Berg, 1916)
- Knipowitschia caunosi Ahnelt, 2011
- Knipowitschia croatica Mrakovcic, Kerovec, Misetic & Schneider, 1996
- Knipowitschia ephesi Ahnelt, 1995
- Knipowitschia goerneri Ahnelt, 1991
- Knipowitschia iljini Berg, 1931
- Knipowitschia longecaudata (Kessler, 1877)
- Knipowitschia mermere Ahnelt, 1995
- Knipowitschia milleri (Ahnelt & Bianco, 1990)
- Knipowitschia montenegrina Kova?i? & Sanda, 2007
- Knipowitschia mrakovcici Miller, 2009
- Knipowitschia mrakovcici Mrakovcic, Misetic & Povz, 1995
- Knipowitschia panizzae (Verga, 1841)
- Knipowitschia punctatissima (Canestrini, 1864)
- Knipowitschia radovici Kova?i?, 2005
- Knipowitschia thessala (Vinciguerra, 1921)

Selon World Register of Marine Species (7 mars 2017) :
- Knipowitschia cameliae Nalbant & Otel, 1995
- Knipowitschia caucasica (Berg, 1916)
- Knipowitschia iljini Berg, 1931
- Knipowitschia longecaudata (Kessler, 1877)
- Knipowitschia panizzae (Verga, 1841)